# Schlierschied
Schlierschied település Németországban, Rajna-vidék-Pfalz tartományban. Lakosainak száma 170 fő (2023. december 31.). Schlierschied Rohrbach és Kellenbach községekkel határos.

## Népesség
A település népességének változása:
| Lakosok száma | 209  | 179  | 175  | 172  | 176  | 170  |
|               | 1975 | 2017 | 2019 | 2021 | 2022 | 2023 |